# Tunelová krysa

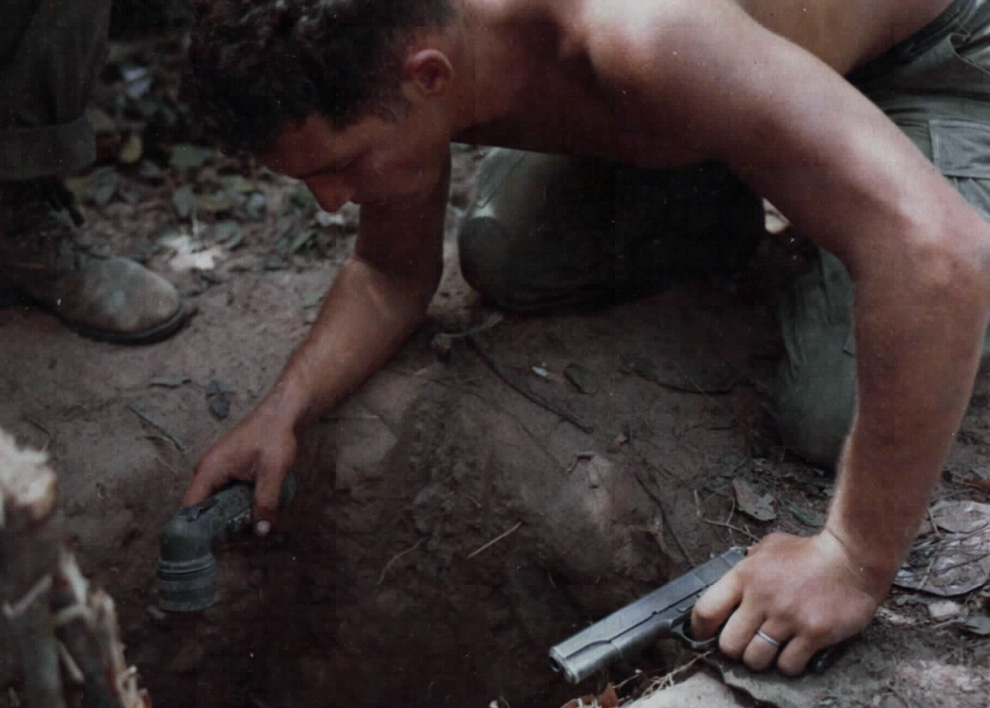
Seržant Ronald A. Payne kontroluje vchod do tunelu během operace Cedar Falls v lesích HoBo, 40 kilometrů východně od Saigonu. Fotografie byla pořízena 24. ledna 1967.

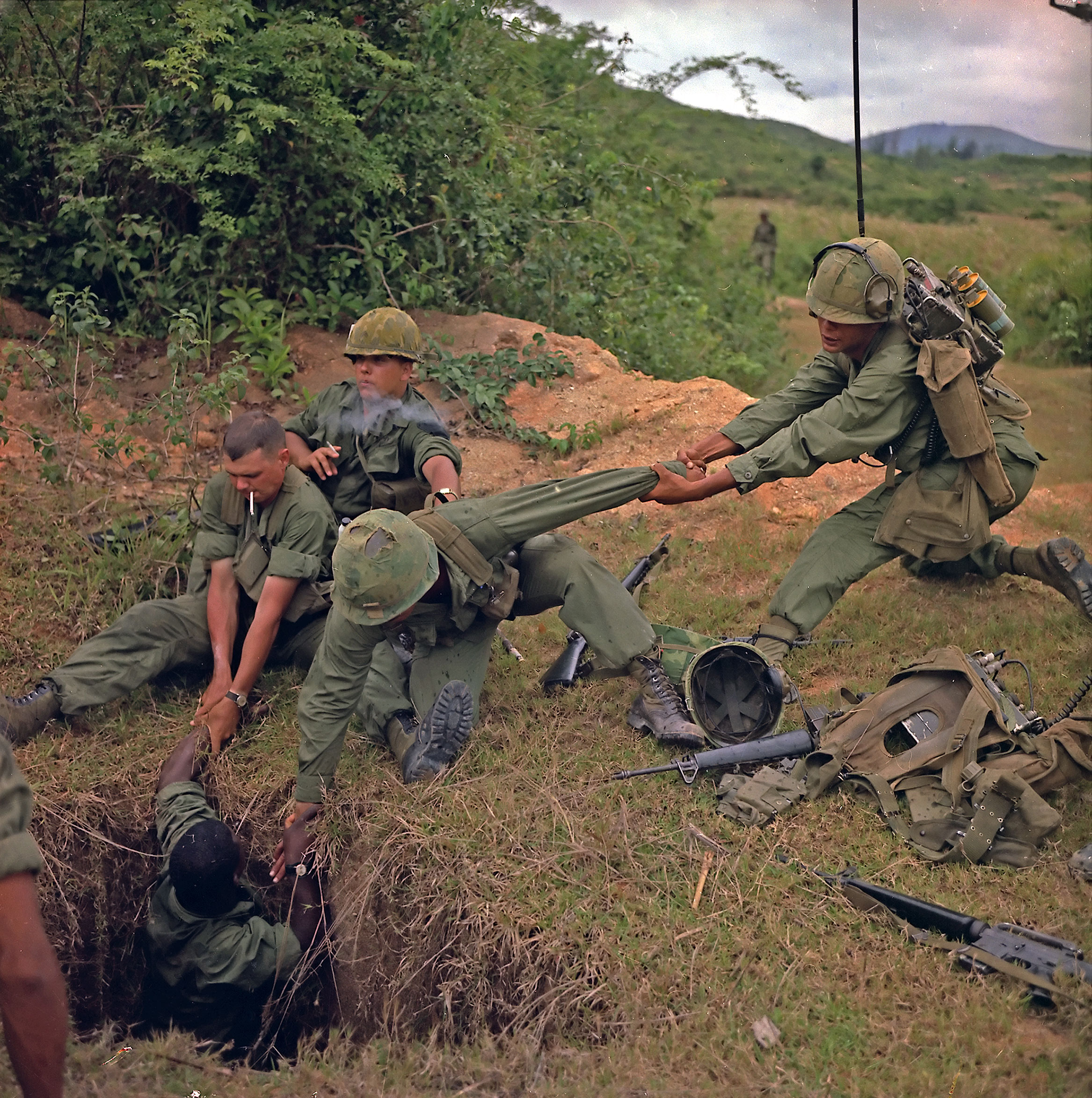
Operace Oregon, mise typu „Najít a zničit“ prováděná pěchotní četou z 1. průzkumné eskadry, 9. motorizované obrněné jednotky, 1. motorizované obrněné divize, tři kilometry západně od Duc Pho v provincii Quang Ngai. Příslušník pěchoty je spouštěn do tunelů členy průzkumné čety. Fotografie byla pořízena 24. dubna 1967.

Jako tunelové krysy (anglicky tunnel rats) byli označováni američtí, australští a novozélandští vojáci, kteří se účastnili podzemních vojenských misí během války ve Vietnamu.
Později využívala podobné týmy i sovětská armáda během sovětské války v Afghánistánu a takovýto bojový tým mají také izraelské obranné síly.

## Válka ve Vietnamu
Během Vietnamské války se „tunelové krysy“ staly více méně oficiální specializací pro dobrovolníky z řad pěchoty, převážně ze Spojených států, Austrálie a Nového Zélandu. Jejich mottem byl latinský výraz „Non Gratum Anus Rodentum“ („Nemá cenu ani krysího zadku“). Už ve čtyřicátých letech během války proti francouzským koloniálním silám začal Vietcong vytvářet rozsáhlý podzemní systém tunelů. V šedesátých letech zde již existovaly podzemní nemocnice, tréninkové prostory, velitelství a mnohé další. Příslušníci Vietcongu, kteří byli skvěle vycvičeni pro partyzánskou válku, zde mohli zůstat ukryti i několik měsíců v kuse. Tunely byly jejich teritoriem.
Kdykoli pozemní jednotky narazily na vstup do tunelu, byly tam vyslány tunelové krysy, aby zlikvidovaly skrývající se nepřátelské vojáky a umístily v tunelech výbušniny pro jejich zničení. Příslušník tunelových krys byl vybaven pouze standardní pistolí s náboji typu .45 ACP, bajonetem a baterkou. Většina příslušníků tunelových krys ale měla dovoleno ozbrojit se jiným typem pistole podle svého výběru. Tunely byly velice nebezpečné kvůli značnému množství nástražných pastí a čekajících nepřátel.
Tunely představovaly mnoho potenciálních hrozeb, např. nepřátelskými vojáky obsazené díry po stranách tunelů odkud mohly být házeny oštěpy na narušitele. Nepřátelští vojáci však nebyli jediným nebezpečím. Bylo tam také plno nebezpečných zvířat, např. hadi (včetně těch jedovatých, kteří tam někdy byli nastraženi úmyslně), krysy, pavouci, škorpióni a mravenci. V tunelech také hnízdili netopýr černovousý a kaloň jeskynní, ti ale při probuzení představovali pouze nepříjemnost, nikoliv přímé nebezpečí. Často se v tunelech nacházely zaplavené ohyby naplněné jedovatým plynem. V podzemí byl plyn velmi nebezpečnou zbraní a příslušník tunelových krys se mohl rozhodnout do tunelu vyrazit už s nasazenou plynovou maskou, protože její nasazení ve stísněných tunelech bylo prakticky nemožné. I za cenu rizika se však do tunelů vydávali většinou bez plynové masky, protože v těsných tunelech se s maskou špatně dýchalo a bylo obtížné něco vidět či slyšet.

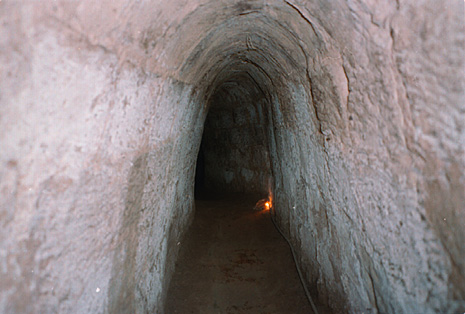
Část komplexu tunelů v oblasti Cu Chi

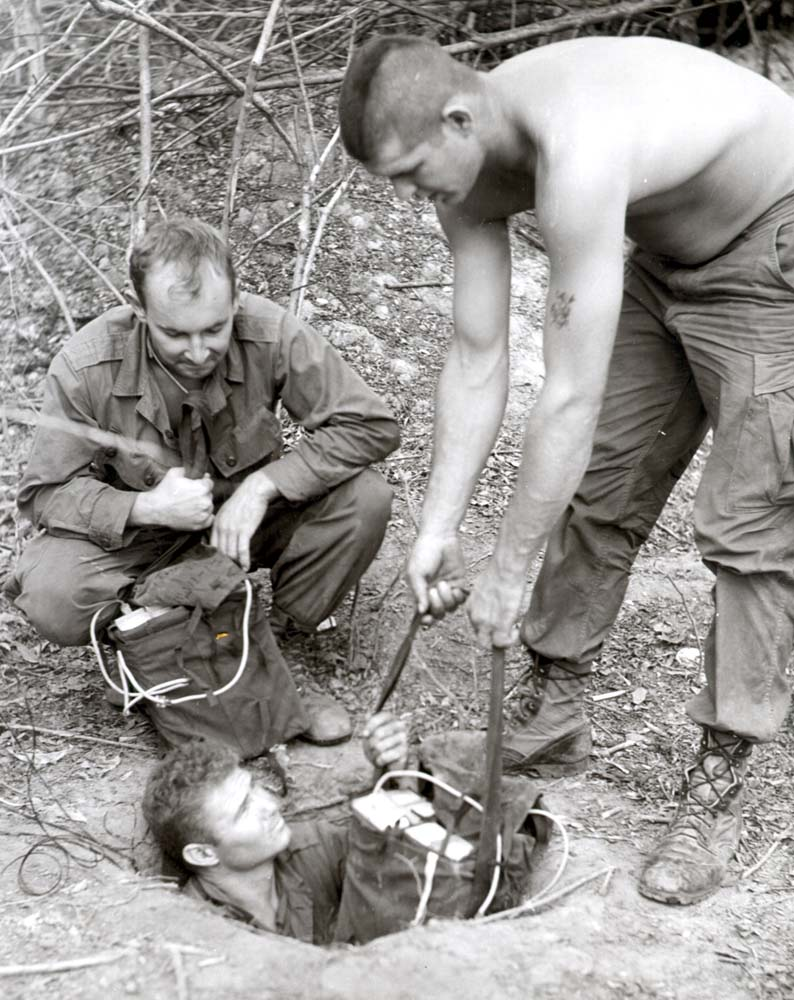
Příslušníci tunelových krys se chystají umístit nálože a připravit je k odpálení

Příslušníci tunelových krys neměli v těchto stísněných prostorech rádi silný hluk při výstřelu z jejich standardní zbraně využívající náboje typu .45 ACP, při kterém často dočasně ohluchli. Bylo tudíž obvyklé, že s sebou nosili různé jiné zbraně, na které ve svém okolí narazili. Obzvláště oblíbenou byla sovětská pistole, kterou u sebe nosili někteří nepřátelé. Ta byla ovšem vzácná a tak si někteří vojáci nechali poslat civilní pistoli nebo revolver od někoho doma. Mezi oblíbené pistole patřil malý německý Luger nebo méně častá pistole Walther s dvoučinnou spouští, obě dvě ráže 9mm. Spoustu takových zbraní si domů přivezli američtí vojáci vracející se z bojů druhé světové války. Někteří členové tunelových krys si také měnili své pistole s příslušníky jiných armádních složek. Mnoho z nich také používalo improvizované tlumiče, aby ještě více zredukovali hluk při výstřelu. Obzvláště oblíbeným byl speciálně modifikovaný Smith & Wesson Model 29, známý také jako „tichý revolver pro speciální účely“. Na rozdíl od standardního provedení Modelu 29, který používá náboje typu .44 Magnum, speciální tichá verze revolveru používá speciálně upravené náboje typu .410 do brokovnice. Podobné typy nábojů později používali i Sověti, například v revolveru OTs-38. Díky těmto nábojům byl revolver navíc lehčí a lépe použitelný ve stísněných prostorech.
Příslušníci tunelových krys byli ve většině případů muži menší postavy (168 cm a méně) aby se mohli lépe pohybovat ve stísněných tunelech. Nebylo to však podmínkou. Tom Mangold a John Penycat, autoři knihy Tunely v Cu Chi uvádějí, že příslušníky tunelových krys byli téměř výhradně běloši nebo Hispánci a většinu Latinoameričanů tvořili Portorikánci nebo mexičtí Američané. Taktika tunelových krys byla obzvláště úspěšná během jejich nasazení v lednu 1966 během kombinované americko-australské operace namířené proti tunelům v oblasti Củ Chi v provincii Bình Dương, nazvané Operace Crimp.

## Afghánistán
V Afghánistánu existuje rozsáhlá síť historických tunelů zvaných „kariz“, které byly používány pro přepravu vody, a během sovětské války v Afghánistánu v letech 1979 až 1989 byly využívány mudžáhidskými bojovníky. Sovětská 40. armáda měla své vlastní tunelové krysy, jejichž úkolem bylo tunely zaplavit, pak vniknout dovnitř, odstranit nástražné pasti a zlikvidovat zbývající nepřátele. Námořní pěchota Spojených států amerických a Royal Marines Spojeného království prováděly podobné bojové operace i v rámci války v Afghánistánu v letech 2001–2021.

## Izrael
Podobný tým zvaný SAMOOR (lasička) je součástí elitní izraelské ženijní jednotky zvané Yahalom.